# Auguste Auspitz-Kolar

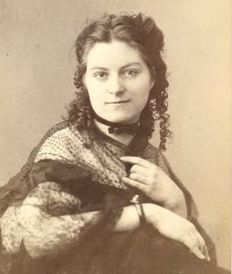
Auguste Auspitz-Kolár năm 1867

Auguste Auspitz-Kolár (19 tháng 3 năm 1844 – 26 tháng 12 năm 1878) là một nghệ sĩ dương cầm và là nhà soạn nhạc người Áo gốc Bohemia.
Cha bà là Josef Jiří Kolár, một diễn viên, đạo diễn và dịch giả. Mẹ bà là Anna Manetinská Kolárová, một ca sĩ. Bà sinh ra ở Prague với tên khai sinh là Auguste Kolár. Auspitz-Kolár học dương cầm với Bedřich Smetana và sau đó là Josef Proksch ở Prague và với Wilhelmine Clauss-Szarvady ở Paris. Năm 1865, bà chuyển đến Vienna, nơi bà biểu diễn trong các buổi hòa nhạc do Tứ tấu Hellmesberger  tổ chức. Bà cũng biểu diễn trong buổi hòa nhạc với Clara Schumann. Auspitz-Kolár đã biểu diễn ở London vào mùa hè năm 1868 và 1870.
Năm 1868, bà kết hôn với bác sĩ Heinrich Auspitz. Bà tiếp tục biểu diễn cho đến khi sinh con trai là Hans vào năm 1875.
Auspitz-Kolar qua đời tại Viên.